# Ngā Wai Hono i te Pō
Ngā Wai Hono i te Pō (n. 13 ianuarie 1997) este regina poporului māori. A acces la tron pe 5 septembrie 2024, succedându-i tatălui său, Kīngi Tūheitia⁠(d). Copilul cel mai mic și singura fiică a lui Tūheitia, ea este descendenta directă a primului rege māori, Pōtatau Te Wherowhero, care a deținut funcția începând cu 1858. Ea este al optulea monarh care conduce mișcarea.
Ngā Wai Hono i te Pō s-a născut în familia regală māori în timpul domniei bunicii sale paterne, Te Arikinui Dame Te Atairangikaahu⁠(d). Ea este cel mai mic copil al lui Kīngi Tūheitia Pōtatau Te Wherowhero VII și Makau Ariki Atawhai Paki.

## Rol și ascensiune la tron
Ngā Wai Hono i te Pō a acces la tron la vârsta de 27 de ani, fiind al doilea cel mai tânăr monarh al poporului māori. Ascensiunea sa nu a fost automată, deoarece monarhia Māori nu este strict ereditară. În ultimii ani, ea a participat la numeroase evenimente oficiale și a reprezentat interesele poporului māori, fapte ce au poziționat-o în fruntea listei candidaților.
Anunțul selecției și ascensiunii sale a avut loc în timpul tangihanga (înmormântarea) tatălui ei, Kiingi Tūheitia, la Tūrangawaewae Marae. Această ceremonie, cunoscută sub numele de Te Whakawainga, a implicat Tekau-mā-rua, consiliul consultativ Kiingitanga, care a jucat un rol crucial în alegea sa drept nou lider. Ceremonia a inclus amplasarea unei Biblii pe capul ei, tradiție care datează de la înființarea primului rege Māori, Pōtatau Te Wherowhero.
În calitate de șef al Kīngitanga, Ngā Wai Hono i te Pō este responsabilă pentru susținerea valorilor spirituale, culturale și politice ale mișcării. Rolul ei implică reprezentarea intereselor poporului māori la nivel național și internațional.